# Cosmo Vitelli
Pour les articles homonymes, voir Boguet.
Benjamin Boguet (né en 1973 à Montreuil, en Seine-Saint-Denis), mieux connu sous le nom de scène Cosmo Vitelli (en hommage au personnage principal du film Meurtre d'un bookmaker chinois de John Cassavetes), est un DJ et producteur français de musique électronique.

## Biographie
Il passe ses dix premières années en Côte d'Ivoire, avant de vivre à Clermont-Ferrand. Au lycée, il joue de la bass et de la guitare dans un groupe d'amis. En 1993, il s'installe à Paris avec l'ambition de devenir journaliste musical et joue avec le groupe indé Perio. En même temps, il enregistre des maquettes sur son quatre pistes. Le label Solid le signe en 1997 et publie son premier maxi. Il enregistre avec Jalal de The Last Poets le morceau Science Affliction, qui sortira sur le mini-album Video. Cosmo joue régulièrement au Rex Club et au Pulp, à Paris, mais aussi à Rome, Nottingham ou Cologne. Il publie quatre EP entre 1998 et 2002, tout en remixant en parallèle des morceaux de Cassius ou d'Étienne de Crécy.
En 1998, sort le morceau We Don't Need No Smurf Here. Il apparaît sur le mini-album Vidéo, sorti fin 1998 et regroupant des morceaux tels que Nazi Surfers Must Die ou On Veut Faire De Moi De La Viande Hachée. En mai 2001, il sort le single Party Day. Cosmo Vitelli passe plusieurs mois dans le studio de ses amis de Air et aura aidé[à vérifier] à l'enregistrement de l'album 10 000 Hz Legend. Son propre album Clean paraît  en janvier 2003. L'album ne rencontre pas le succès attendu. En 2004, le DJ et Pedro Winter cesse leur collaboration.
Début 2004, Cosmo Vitelli crée son propre label, I'm A Cliché, sur lequel il sort, au-delà de ses propres morceaux, des disques de Simian Mobile Disco, Aysam, C.H.E, Yuksek, Tacteel, Domenico Torti, Runaway ou Uncle O, ainsi que les morceaux de Bot'Ox, son projet musical en collaboration avec Julien Briffaz du groupe [T]EKËL.
En 2015, Cosmo Vitelli sort le EP Last Train to Marzahn après une année de résidence à Berlin,,. En 2019, il sort son deuxième album Holiday in Panik Strasse. En 2022, il sort son troisième album, Medhead, qu'il réalise en collaboration avec Truus de Groot du groupe de no-wave des années 1980 Plus Instruments.

## Discographie

### EP
- 2016 : Last Train to Marzahn